# سولیهال
سولیهال (به انگلیسی: Solihull) شهری در شهرستان میدلندز غربی و مرکز اداری کلان‌شهر مستقل سولیهال در انگلستان است. این شهر در سال ۱۹۹۱ میلادی ۹۴٫۵۳۱ نفر جمعیت داشته و در سرشماری سال ۲۰۰۱ جمعیت آن به ۹۴٫۷۵۳ نفر رسیده‌است. میزان رشد سالانهٔ جمعیت سالیهال -۰٫۲۸ درصد می‌باشد و جمعیت این شهر در سال ۲۰۱۲ به ۹۱٫۸۹۶ نفر تغییر یافت.